# Agamireiger
De agamireiger (Agamia agami) behoort tot de familie van de reigers. De wetenschappelijke naam van de soort werd als Ardea Agami in 1789 gepubliceerd door Johann Friedrich Gmelin. Het is een door habitatverlies kwetsbaar geworden vogelsoort die voorkomt in Midden- en Zuid-Amerika.

## Kenmerken
De vogel is 60 tot 76 cm lang. Deze reiger is overwegend roodbruin met groen op de rug en vleugels en een witte keel. De snavel en poten zijn geel, de iris is rood.

## Verspreiding en leefgebied
Deze soort komt voor van zuidelijk Mexico tot noordelijk Bolivia en het westelijk Amazonegebied in Brazilië. De leefgebieden van deze vogel liggen in de moerassige delen van regenwoud langs beken en rivieren, meestal onder de 300 meter boven zeeniveau.

## Status
De grootte van de populatie werd in 2008 door BirdLife International ruw geschat op 50 tot 500 duizend volwassen individuen. De populatie-aantallen nemen af door habitatverlies. Het leefgebied wordt aangetast door ontbossing waarbij natuurlijk bos plaats maakt voor intensief agrarisch gebruikt land en verder de aanleg van infrastructuur en menselijke nederzettingen. Om deze redenen staat deze soort als gevoelig op de Rode Lijst van de IUCN.